# Muscolo retto anteriore della testa
Nell'anatomia umana il muscolo retto anteriore della testa è un muscolo del collo.

## Anatomia
Muscolo corto di forma quadrangolare, si ritrova sopra il muscolo lungo del collo.